# René Delayre
 (août 2024).
Si vous disposez d'ouvrages ou d'articles de référence ou si vous connaissez des sites web de qualité traitant du thème abordé ici, merci de compléter l'article en donnant les références utiles à sa vérifiabilité et en les liant à la section « Notes et références ».
 (avril 2020).
René François Eugène Delayre, né le 12 juillet 1924 à Clermont-Ferrand et mort le 20 juillet 1969 à Turku en Finlande, est un architecte urbaniste français. 
Son œuvre de reconstruction en Bretagne, au lendemain de la Seconde Guerre mondiale, est particulièrement significative.

## Biographie
Diplômé de la section d’architecture de l'École nationale supérieure des Beaux-Arts, le 18 juin 1947 à l’âge de 23 ans (étudiant à l'École des beaux-arts de Clermont-Ferrand entre le 21 juillet 1941 et le 18 juin 1947), il obtient la mention Bien avec comme sujet présenté  « Un collège d’alpinisme et de ski ». 
En 1943, il épouse Jeanine Raynaud (1919-1982), professeur de dessin. De leur union naissent cinq enfants : deux garçons (Christian, François) et trois filles (Geneviève, Catherine, Anne-Marie). L’aîné de la fratrie, Christian Delayre (né en1943), architecte DPLG, lui succède à son décès en 1969, tout en poursuivant ses études d’architecture. Sportif, il pratique le ski en compétition amateur et voue une grande passion à la course automobile « C’est un brillant pilote de rallye qui collectionne les podiums, régionaux ou nationaux. Pendant des années, il sera administrateur de l’Automobile club de l’Ouest. Président fondateur de l’écurie de course Hermine, il participera à de nombreuses épreuves sportives ».

### Reconstruction de Lorient
Employé au service de l’urbanisme de Clermont-Ferrand (il a œuvré auprès de l’architecte Albéric Aubert dans la construction de l’Hôtel-Dieu de Clermont-Ferrand, faculté mixte de médecine et de pharmacie, bâti entre 1949 et 1954), il quitte Clermont-Ferrand fin de l’année 1947 pour s’installer à Lorient (Morbihan), au lendemain de la seconde guerre mondiale. « Il rejoindra la « baraque des architectes » proche du lien où sont groupés les services du Ministère de la Reconstruction de l’Urbanisme ». C’est à Lorient qu’il crée sa première agence en 1950.
En 1966, il s'installe à Ploemeur au lieu-dit Saint-Bieuzy (Morbihan). Le cabinet d’architecture signe alors de grands ensembles scolaires et universitaires (les écoles Sainte-Thérèse et Saint-Christophe de Lorient…), des bâtiments industriels (biscuiterie Saint-Sauveur, zone de Keryado à Lorient, supermarchés Rallye de Lanester et Quimper…), des édifices religieux, des stations-service (station-service Fina du boulevard Franchey d’Espérey de Lorient…), mais aussi plus de 200 villas et maisons individuelles en Bretagne Sud (Larmor-Plage, Carnac, Ploemeur…) au style bien marqué, inspiré du mouvement moderne. « René Delayre signera la réalisation de plus de 200 maisons individuelles, mariant toujours avec élégance le bois, la pierre, le béton, les couvertures à toit plat, en zinc ou sur étanchéité. Sa maison personnelle, construite à Larmor-Plage en 1956, en sera un bel exemple ».

## Œuvres
- Résidence Plein Ciel, 1965 (îlot 160 – Ensemble de la Banane, Halles Saint-Louis, Tour Guémené, Immeuble Plein Ciel [4].
- En collaboration avec Jean Martel, il dessine en 1954 le plans de maisons f4 et f5 pour un programme de 1 000 logements du Service Logement de la Marine. Il est également l’architecte du quartier « castors de la marine », regroupant 49 maison auto-construites dans le quartier de Kerolay à Lorient.
- Résidence de Toulhars à Larmor-Plage, un immeuble de 60 logements réalisé sous la forme d’une étoile à 3 branches avec ses terrasses végétalisées [2]
- Résidence Fromentin Vannes, 170 logements [2]
- Résidence de la baie de Beaumer à Carnac-plage
- Bande de 40 mètres : Boulevard Svob, boulevard Leclerc, Rue du tour des Portes (Architectes Conan, Delayre, Le Saint - Réalisation 1959-1962) [4]
- Ilots 114-105, rue Fénelon, rue du M. Foch, rue V. Massé, rue de Turenne (architectes Delayre, Brunerie, Beauvir - Réalisation 1956-1958) [4]
- Ilot 104 bis rue Rochambeau, Lorient : « A part la maison voisine (no 16), le restant de l’îlot date de la reconstruction. On remarquera l’immeuble commercial au n°15 rue Rochambeau (angle d’îlot) ayant une façade particulièrement graphique (Delayre architecte). Il sera souhaitable d’en préserver la forme d’origine ainsi que tous les éléments constitutifs de cette époque » [4]
- Place Georges Clémenceau : rue du Maréchal Foch, rue Colbert, Cours de Chazelles (1956) [4]
- Ilot 106 rue du Couëdic, rue des Remparts, rue Victor Massé, rue de Clisson (architectes Brunerie, Delayre, Hourlier. Réalisation : 1955-1956) [4]
- Immeubles qui entourent la place Clémenceau, à l'exception de deux [5]
- Boulevard Maréchal Joffre, rue de Clisson, rue du Couëdic, rue des Remparts, Cours de Chazelles (architectes Le Saint et Delayre. Réalisation : 1956-1962) : « Donnant sur la rue Du Couëdic, une tour de huit étages réalisée à la fin de la période de la reconstruction (Delayre architecte). La composition générale des volumes y est très intéressante » [4]
- Ensembles Saint-Christophe et Oradour, boulevard de Normandie, 1957 : « A la reconstruction, cet ensemble a eu pour but de former une entrée à la ville par le nord. Le boulevard de Normandie a été créé à cette période. L’enjeu de ce projet était de livrer une image de modernité. Avec peu de moyens, mais une grande efficacité formelle, l’architecte a pu donner une unité à l’ensemble » [4]
- Ensemble du Carnel SP4i,1955
- Ensemble de l’îlot Carnel[6]
- Ensemble de logements, commerces, 1-5, boulevard de Normandie, 1960 [5]
- Ensemble de logements, boulevard de Normandie (10, 12, 4, 6, 8 boulevard de Normandie), 1960 [5]
- École des garçons de Kerentrech (devenu le collège de Kerentrech) (1956) réalisé avec les architectes Tourry et Grihangne [5]
- Ensemble de logements, commerces et activités, 2 et 3 rue Philippe Vannier (1955) [5]
- Écoles Sainte-Thérèse et Saint-Christophe [4]
- Foyer du marin, Cours de Chazelles.
- Ilot 120, rue Paul Bert à Lorient[4]
- Ensemble d’immeubles boulevard Léon Blum et du boulevard Cosmao-Dumanoir [4]
- Plan d’urbanisme de la ville de Caudan [4].
- Station-service du boulevard Franchet d’Esperey et du boulevard Normandie [4]
- Station-service Fina à Vannes
- Maison du 25 rue amiral Favereau coté jardin à Lorient
- Presbytère de Ploemeur «…Le maire de Ploemeur propose au curé de Ploemeur, en mars 1970, de reprendre les études menées en 1968 par le cabinet Delayre qui ont conduit à un avant-projet d’un coût estimé trop élevé à l’époque (351 330 francs) par les autorités diocésaines et préfectorales. Des plans datant du 3 juillet 1970 sont établis à nouveau par le cabinet René Delayre à Ploemeur…». «… Les travaux seront en fait terminés [par la société Delayre] fin janvier 1975 » [7]

## L’église Notre-Dame de Pitié à Kervignac
L’Église Notre-Dame-de-Pitié de Kervignac a été construite par l'architecte René Delayre, au côté de l’architecte Henri Conan. Bâtie entre 1956 et 1958, cette église obtient en 2006, le label de Patrimoine du XXe siècle » .

## Postérité
En 2017, un cabinet d'architecture lorientais a reçu le prix CAUE du Morbihan pour la réhabilitation exemplaire de la maison Earth Glass and Fire à Ploemeur (Morbihan), une maison individuelle de plain-pied, conçue dans les années 1960 par l'architecte René Delyare. 
En juin 2019, le journal Ouest-France a consacré un article à l'architecte René Delayre. 
À Larmor-Plage, où il vécut avec sa famille, une voie en impasse est nommée en son honneur : la rue René-Delayre.